# Toivakka
Toivakka è un comune finlandese di 2407 abitanti, situato nella regione della Finlandia Centrale.

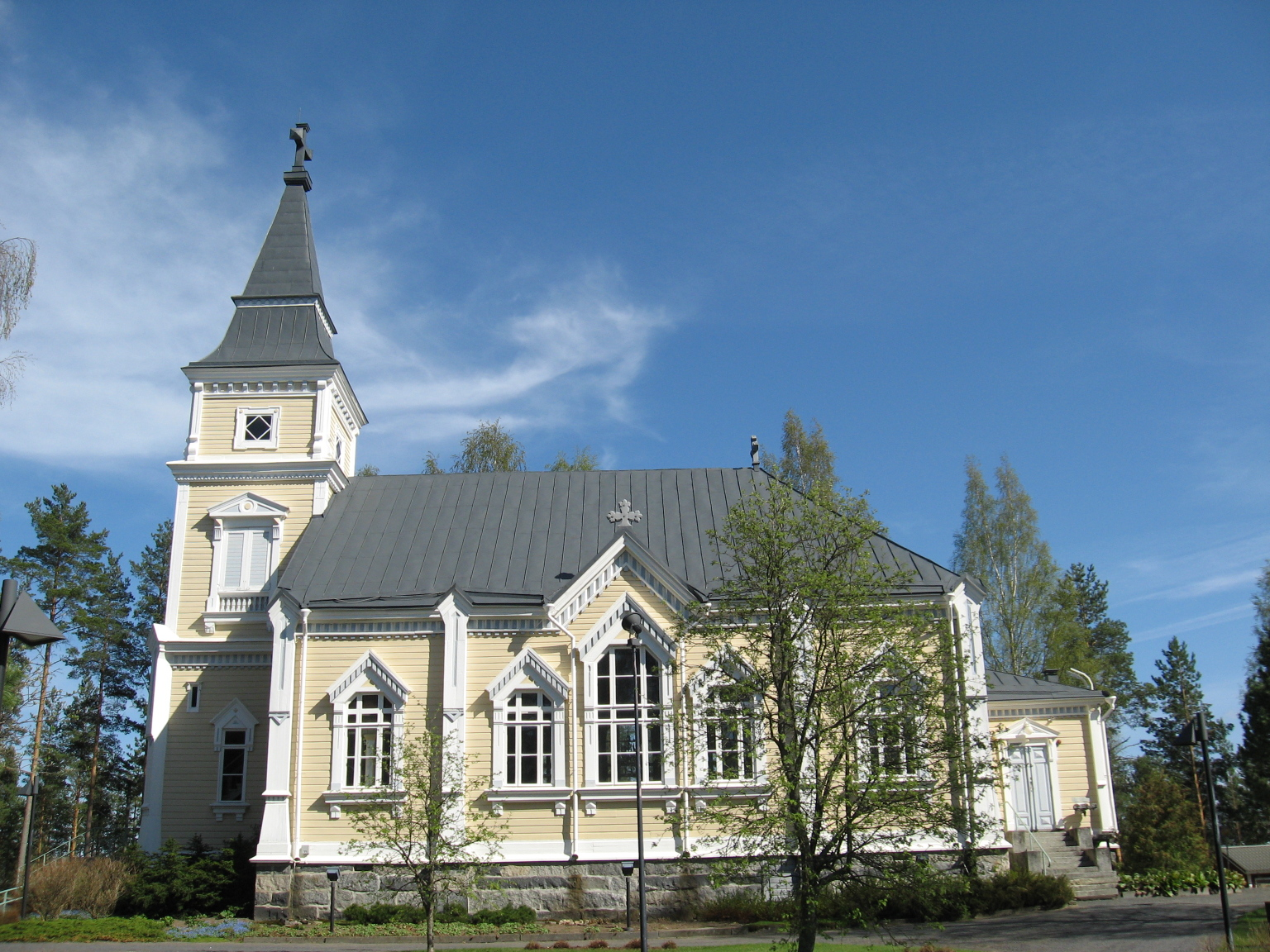
La chiesa di Toivakka

.